# Gangseo-gu
Gangseo-gu es una de las 25 salas (gu) de Seúl, Corea del Sur. Se encuentra al lado sur del Río Han. El aeropuerto de Gimpo está en Gonghang-dong, donde muchos vuelos vuelan a ciudades como Busan, Jeju, y Gwangju. La zona es sede de muchas compañías aéreas incluidas Korean Air, Asiana Airlines, Jin Air, y Eastar Jet. La zona también incluye el Museo Heojun.

## Divisiones administrativas
- Balsan-dong (발산동 鉢山洞)
- Banghwa-dong (방화동 傍花洞)
- Gaehwa-dong (개화동 開花洞)
- Deungchon-dong (등촌동 登村洞)
- Gayang-dong (가양동 加陽洞)
- Magok-dong (마곡동 麻谷洞)
- Gonghang-dong (공항동 空港洞)
- Gwahae-dong (과해동 果海洞)
- Ogok-dong (오곡동 五谷洞)
- Osoe-dong (오쇠동 五釗洞)
- Hwagok-dong (화곡동 禾谷洞)
- Yeomchang-dong (염창동 鹽倉洞)